# Lajeado Novo
Lajeado Novo là một đô thị thuộc bang Maranhão, Brasil. Đô thị này có diện tích 1047,725 km², dân số năm 2007 là 6707 người, mật độ 6,4 người/km².